# سرو سانتا کروز
سرو سانتا کروز (نام علمی: Cupressus abramsiana) نام یک گونه از سرده سرو است.